# LBZH Osnabrück
Das Landesbildungszentrum für Hörgeschädigte in Osnabrück, kurz LBZH Osnabrück, ist eine Einrichtung des Landes Niedersachsen und Teil der Landesbildungszentren für Hörgeschädigte. Fachaufsicht und Schulträger ist das Niedersächsische Landesamt für Soziales, Jugend und Familie.

## Leistungen
Neben Dienstleistungen wie Hörfrüherkennung, einem Beratungszentrum und einem Psychologischen Dienst werden etwa 350 Kinder, Jugendliche und junge Erwachsene in einem Kindergarten, einer Grundschule, einer Schule der Sekundarstufe I und einer Berufsschule mit sechs Ausbildungsgängen und der Schulmöglichkeit für mittlerweile 25 Ausbildungsberufe von mehr als 100 Mitarbeitern betreut. Zudem besteht die Möglichkeit, das angeschlossene Internat zu nutzen.

## Geschichte
Die Bezeichnung Landesbildungszentrum für Hörgeschädigte wurde im Jahr 1982 in einem gemeinsamen Runderlass des zuständigen Niedersächsischen Sozialministeriums mit dem beteiligten Kultusministerium verkündet. Sie bezieht sich auf die Bildungseinrichtungen für Hörgeschädigte (= Gehörlose und Schwerhörige) in Braunschweig, Hildesheim, Oldenburg und Osnabrück. Damit ist sie die verbindliche Benennung der betreffenden Einrichtungen des Landes Niedersachsen. Diese Bezeichnung geht auf den ehemaligen Direktor der Osnabrücker Einrichtung, Johannes Michels, zurück. Der vorherige Ausdruck Niedersächsische Landesgehörlosenschule/n war ab dem Jahr 1980 nicht mehr aktuell, nachdem in Osnabrück neben der Schule für Gehörlose auch eine Schule für Schwerhörige eingerichtet worden war und die anderen Schulen Braunschweig, Hildesheim und Oldenburg nachfolgten.
Zuvor hießen diese Institutionen Taubstummenanstalten. Ihre Gründer waren meist Landesfürsten wie der blinde König Georg V. (Hannover), der die Taubstummenanstalt Osnabrück im Jahre 1857 gründete.